# Antal Kovács
Antal Kovács (ur. 28 maja 1972 w Paksie) – węgierski judoka, zdobywca złotego medalu na letnich igrzyskach olimpijskich w Barcelonie w kategorii do 95 kilogramów. Srebrny medalista w kategorii do 100 kg i pięciokrotny medalista Mistrzostw Europy w latach 1992–2004 w kategorii do 100 kg i kategorii open. Startował w Pucharze Świata w latach 1991, 1992, 1995, 1996, 1998–2001 i 2003–2005 i 2007.